# Bonnie Rotten
Bonnie Rotten là tên sân khấu của Alaina Hicks (sinh ngày 9 tháng 5 năm 1993), một nữ diễn viên khiêu dâm người Mỹ, diễn viên múa, người mẫu và người sản xuất fetish. Cô đã được đề cử và đã giành được nhiều giải thưởng cho nỗ lực khiêu dâm của mình. Năm 2014, cô trở thành ngôi sao khiêu dâm đầu tiên của alt để giành giải thưởng AVN cho Nữ diễn viên xuất sắc nhất của năm.

## Đầu đời
Rotten đến từ Hamilton, Ohio. Cô là người gốc Ý, Đức, Ba Lan và Do Thái. Cô đã lớn lên bởi ông bà của cô. Cô nói rằng lần đầu tiên quan hệ tình dục của cô là ở tuổi 12 với một cậu bé 13 tuổi. Cô tuyên bố đã có kinh nghiệm tình dục đầu tiên với nhiều bạn tình nam ở tuổi 16. Cô nói, cô rất thích các hoạt động tình dục suốt thời niên thiếu. Cô nói với một người phỏng vấn: "Tôi đã rất dũng cảm cho đến khi tôi rời khỏi Ohio, tôi đã đánh đập mọi người và quan hệ tình dục với tất cả các bạn gái của tôi, tất cả những thứ thú vị".

## Sự nghiệp
Rotten bắt đầu sự nghiệp của mình như là một người mẫu fetish cho tạp chí Girls and Corpses, đã giúp cô đoạt giải cuộc thi Hoa hậu Dead Indiana Beauty tại cuộc thi Indianapolis Days of the Dead Cô bước vào ngành công nghiệp dành cho người lớn vào đầu năm 2012. Trước đây, Rotten cũng làm việc như một người mẫu trong các chương trình xe hơi và xe gắn máy. Cô cũng bắt đầu nhảy múa khảo thân vào ngày sinh nhật lần thứ 18 của mình bằng cách sử dụng tên sân khấu "Dixie". Thói quen của cô như một vũ nữ thoát y là luôn mặc bikinis cờ của nước Mỹ và chỉ khiêu vũ với âm nhạc rock miền Nam.
Vào tháng 9 năm 2012, cô đã được cấy ghép ngực.

## Hình xăm
Rotten đã có hơn ba mươi hình xăm.. Trong một trường hợp, cô khẳng định rằng hình xăm yêu thích của cô là một hình xăm trên bụng của cô, hình xăm mang hình ảnh một con zombie trong cuốn truyện tranh Night of the Living Dead: The Beginning, Issue 1. Đây là hình xăm đầu tiên của cô và mất 13 giờ để hoàn thành..

## Đời từ
Rotten nói về những ông bà đã nuôi dạy cô và cô nói rằng "Họ đã làm một công việc tuyệt vời" Vào tháng 5 năm 2015, Rotten tuyên bố cô mang thai, sinh con gái vào cuối năm.